# Soeima
Soeima é uma povoação portuguesa do Município de Alfândega da Fé que foi sede da extinta Freguesia de Soeima, freguesia que tinha 13,34 km² de área e 142 habitantes (2011), e, portanto, uma densidade populacional de 10,6 hab/km².
A Freguesia de Soeima foi extinta (agregada) em 2013, no âmbito de uma reforma administrativa nacional, tendo sido agregada à freguesia de Gebelim, para formar uma nova freguesia denominada União das Freguesias de Gebelim e Soeima com sede em Gebelim.

## População
| População da freguesia de Soeima (1864 – 2011) | População da freguesia de Soeima (1864 – 2011) | População da freguesia de Soeima (1864 – 2011) | População da freguesia de Soeima (1864 – 2011) | População da freguesia de Soeima (1864 – 2011) | População da freguesia de Soeima (1864 – 2011) | População da freguesia de Soeima (1864 – 2011) | População da freguesia de Soeima (1864 – 2011) | População da freguesia de Soeima (1864 – 2011) | População da freguesia de Soeima (1864 – 2011) | População da freguesia de Soeima (1864 – 2011) | População da freguesia de Soeima (1864 – 2011) | População da freguesia de Soeima (1864 – 2011) | População da freguesia de Soeima (1864 – 2011) | População da freguesia de Soeima (1864 – 2011) |
| ---------------------------------------------- | ---------------------------------------------- | ---------------------------------------------- | ---------------------------------------------- | ---------------------------------------------- | ---------------------------------------------- | ---------------------------------------------- | ---------------------------------------------- | ---------------------------------------------- | ---------------------------------------------- | ---------------------------------------------- | ---------------------------------------------- | ---------------------------------------------- | ---------------------------------------------- | ---------------------------------------------- |
| 1864                                           | 1878                                           | 1890                                           | 1900                                           | 1911                                           | 1920                                           | 1930                                           | 1940                                           | 1950                                           | 1960                                           | 1970                                           | 1981                                           | 1991                                           | 2001                                           | 2011                                           |
| 488                                            | 471                                            | 506                                            | 507                                            | 503                                            | 404                                            | 407                                            | 467                                            | 487                                            | 435                                            | 414                                            | 286                                            | 238                                            | 180                                            | 142                                            |